# Luis Gabriel Rey
Luis Gabriel Rey Villamizar (ur. 20 lutego 1980 w Bucaramandze) – kolumbijski piłkarz z obywatelstwem meksykańskim występujący na pozycji napastnika, reprezentant Kolumbii.

## Kariera klubowa
Rey pochodzi z miasta Bucaramanga, treningi piłkarskie rozpoczynając w amatorskiej drużynie Club Conucos. W późniejszym czasie przeniósł się do największego klubu w rodzinnej miejscowości – Atlético Bucaramanga, do którego seniorskiego zespołu został włączony jako dziewiętnastolatek przez szkoleniowca Norberto Peluffo. W Categoría Primera A zadebiutował w 1999 roku, nie zdołał jednak wywalczyć sobie pewnej pozycji w wyjściowej jedenastce. W 2000 roku klub został przejęty przez grupę meksykańskich biznesmenów na czele z José Antonio Garcíą – właścicielem przedsiębiorstwa Grupo Pegaso. Jako właściciel karty zawodniczej piłkarza sprowadził go on do Meksyku, gdzie gracz przez kilka sezonów reprezentował barwy drugoligowych ekip Lobos BUAP, Potros Zitácuaro i Jaguares de Acapulco. Wymienione zespoły pełniły rolę klubów filialnych zarządzanego przez Garcíę zespołu Atlante FC ze stołecznego miasta Meksyk.
W styczniu 2003 Rey, dzięki udanym występom na zapleczu najwyższego szczebla, został przeniesiony do drużyny Atlante FC. W jej barwach 12 stycznia 2003 w zremisowanym 1:1 spotkaniu z Monterrey zadebiutował w meksykańskiej Primera División i od razu został podstawowym piłkarzem ekipy prowadzonej przez trenera Miguela Herrerę. Premierowego gola w lidze meksykańskiej strzelił 9 lutego tego samego roku w wygranej 3:1 konfrontacji z Pueblą. Szybko zaskarbił sobie miano rewelacji i jednego z najskuteczniejszych zawodników rozgrywek, a w jesiennym sezonie Apertura 2003 wywalczył tytuł króla strzelców ligi meksykańskiej z piętnastoma bramkami na koncie. Został tym samym pierwszym Kolumbijczykiem w historii ligi meksykańskiej, który osiągnął koronę najlepszego snajpera. Ogółem barwy Atlante reprezentował przez dwa lata, bez poważniejszych jednak sukcesów drużynowych.
Wiosną 2005 Rey został zawodnikiem zespołu Monarcas Morelia, gdzie spędził kolejne dwa i pół roku, będąc jedną z gwiazd ekipy. Nie potrafił jednak odnieść z nią większych osiągnięć, plasując się głównie w środku tabeli, zaś w późniejszym czasie razem ze swoim kolegą klubowym Rafaelem Márquezem Lugo przeniósł się do ówczesnego mistrza Meksyku – CF Pachuca (w ramach umowy między klubami w odwrotną stronę powędrował natomiast Luis Ángel Landín). Mimo częstej gry zawiódł jednak pokładane w nim oczekiwania, zdobywając tylko pięć bramek. W barwach Pachuki zanotował jednak pierwsze sukcesy zespołowe w karierze – w 2007 roku wraz z ekipą Enrique Mezy triumfował w rozgrywkach SuperLigi, a także wziął udział w Klubowych Mistrzostwach Świata (zajął na nich szóste miejsce).
W lipcu 2008 Rey powrócił do Atlante FC, tym razem mającego już siedzibę w miejscowości Cancún. W 2009 jako podstawowy napastnik wygrał z nim najbardziej prestiżowe rozgrywki Ameryki Północnej – Ligę Mistrzów CONCACAF, a bezpośrednio po tym po raz drugi w karierze podpisał umowę z drużyną Monarcas Morelia. Tam – regularnie występując w wyjściowym składzie – w 2010 roku po raz drugi w karierze wygrał SuperLigę, natomiast w wiosennym sezonie Clausura 2011 wywalczył wicemistrzostwo Meksyku. Jego wkład w ostatni z wymienionych sukcesów był jednak niewielki (zaledwie dwa gole w lidze), wobec czego zaraz potem zdecydował się odejść do niżej notowanego Jaguares de Chiapas z miasta Tuxtla Gutiérrez. Tam występował przez dwa lata, ugruntowując pozycję jednego z najbardziej bramkostrzelnych graczy w Meksyku. W międzyczasie otrzymał również meksykańskie obywatelstwo, w wyniku wieloletniego zamieszkiwania w tym kraju.
Latem 2013 Rey zasilił krajowego giganta i ówczesnego mistrza kraju – stołeczny Club América, gdzie z miejsca został kluczowym graczem linii ofensywnej, zastępując w tej roli sprzedanego Christiana Beníteza. W sezonie Apertura 2013, tworząc groźny duet napastników z Raúlem Jiménezem, zdobywając z drużyną prowadzoną przez Miguela Herrerę – swojego byłego trenera z Atlante – tytuł wicemistrza Meksyku. W sezonie Apertura 2014 wywalczył natomiast pierwszy w swojej karierze tytuł mistrza Meksyku, lecz sam odgrywał już wówczas drugoplanową rolę dla Oribe Peralty i notował głównie nieudane występy. Bezpośrednio po mistrzostwie został wystawiony na listę transferową i na zasadzie rocznego wypożyczenia przeniósł się do ekipy Puebla FC. W sezonie Clausura 2015 jako podstawowy zawodnik osiągnął z nią puchar Meksyku – Copa MX, a w tym samym roku wywalczył także krajowy superpuchar – Supercopa MX.
W styczniu 2016 Rey po raz trzeci przeszedł do Monarcas Morelia, tym razem udając się do tego klubu na wypożyczenie.

## Kariera reprezentacyjna
W seniorskiej reprezentacji Kolumbii Rey zadebiutował za kadencji selekcjonera Francisco Maturany, 30 kwietnia 2003 w zremisowanym 0:0 meczu towarzyskim z Hondurasem. Premierowego gola w kadrze narodowej strzelił natomiast niemal równo rok później, 28 kwietnia 2004 w wygranym 2:0 sparingu z Salwadorem. Wystąpił w sześciu z osiemnastu spotkań wchodzących w skład eliminacji do Mistrzostw Świata 2006, w których trzykrotnie wpisał się na listę strzelców – w konfrontacjach z Peru (5:0), Chile (1:1) oraz Paragwajem (1:0), a jego drużyna nie zdołała się ostatecznie zakwalifikować na mundial. W 2007 roku został powołany przez Jorge Luisa Pinto na turniej Copa América, gdzie rozegrał jeden mecz i pozostawał rezerwowym swojej kadry, która odpadła ostatecznie już w fazie grupowej. Ogółem swój bilans w reprezentacji zamknął na czterech zdobytych bramkach w szesnastu spotkaniach.

## Statystyki kariery

### Klubowe
| Bucaramanga  | 1999      | Kolumbia | Primera A  | b.d. | 2   | — | —                        | —                        | —  | —    | b.d. | 2   |
| Bucaramanga  | 2000      | Kolumbia | Primera A  | b.d. | 0   | — | —                        | —                        | —  | —    | b.d. | 0   |
| BUAP         | 2000–2001 | Meksyk   | Ascenso MX | 17   | 7   | — | —                        | —                        | —  | —    | 17   | 7   |
| Zitácuaro    | 2001–2002 | Meksyk   | Ascenso MX | 19   | 7   | — | —                        | —                        | —  | —    | 19   | 7   |
| Acapulco     | 2002–2003 | Meksyk   | Ascenso MX | 17   | 11  | — | —                        | —                        | —  | —    | 17   | 11  |
| Atlante      | 2002–2003 | Meksyk   | Liga MX    | 21   | 10  | — | —                        | —                        | —  | —    | 21   | 10  |
| Atlante      | 2003–2004 | Meksyk   | Liga MX    | 34   | 21  | — | —                        | —                        | —  | —    | 34   | 21  |
| Atlante      | 2004–2005 | Meksyk   | Liga MX    | 21   | 12  | — | —                        | —                        | —  | —    | 21   | 12  |
| Morelia      | 2004–2005 | Meksyk   | Liga MX    | 21   | 7   | — | —                        | —                        | —  | —    | 21   | 7   |
| Morelia      | 2005–2006 | Meksyk   | Liga MX    | 36   | 11  | 3 | 0                        | —                        | —  | —    | 39   | 11  |
| Morelia      | 2006–2007 | Meksyk   | Liga MX    | 31   | 8   | 3 | 2                        | —                        | —  | —    | 34   | 10  |
| Pachuca      | 2007–2008 | Meksyk   | Liga MX    | 34   | 5   | — | —                        | SL + CS + KMŚ            | 8  | 0    | 42   | 5   |
| Atlante      | 2008–2009 | Meksyk   | Liga MX    | 37   | 10  | — | —                        | SL + LMC                 | 13 | 2    | 50   | 12  |
| Morelia      | 2009–2010 | Meksyk   | Liga MX    | 35   | 11  | — | —                        | CL                       | 4  | 1    | 39   | 12  |
| Morelia      | 2010–2011 | Meksyk   | Liga MX    | 33   | 4   | — | —                        | SL                       | 4  | 2    | 37   | 6   |
| Chiapas      | 2011–2012 | Meksyk   | Liga MX    | 37   | 16  | — | —                        | —                        | —  | —    | 37   | 16  |
| Chiapas      | 2012–2013 | Meksyk   | Liga MX    | 34   | 18  | — | —                        | —                        | —  | —    | 34   | 18  |
| Club América | 2013–2014 | Meksyk   | Liga MX    | 36   | 10  | — | —                        | LMC                      | 4  | 0    | 40   | 10  |
| Club América | 2014–2015 | Meksyk   | Liga MX    | 18   | 0   | — | —                        | LMC                      | 4  | 3    | 22   | 3   |
| Puebla       | 2014–2015 | Meksyk   | Liga MX    | 17   | 3   | 1 | 1                        | —                        | —  | —    | 18   | 4   |
| Puebla       | 2015–2016 | Meksyk   | Liga MX    | 18   | 9   | 2 | 1                        | —                        | —  | —    | 20   | 10  |
| Morelia      | 2015–2016 | Meksyk   | Liga MX    | 14   | 2   | — | —                        | —                        | —  | —    | 14   | 2   |
| Morelia      | 2016–2017 | Meksyk   | Liga MX    | 0    | 0   | 0 | 0                        | —                        | —  | —    | 0    | 0   |
| Ogółem       |           |          |            |      |     |   |                          |                          |    |      |      |     |
| Kolumbia     | Kolumbia  | Kolumbia | b.d.       | 2    | —   | — | —                        | —                        | —  | b.d. | 2    |     |
| Meksyk       | Meksyk    | Meksyk   | 530        | 182  | 9   | 4 | SL + CS + KMŚ + LMC + CL | 37                       | 8  | 576  | 194  |     |
| Ogółem       | Ogółem    | Ogółem   | Ogółem     | 530< | 184 | 9 | 4                        | SL + CS + KMŚ + LMC + CL | 37 | 8    | 576< | 196 |

- SL – SuperLiga
- CS – Copa Sudamericana
- KMŚ – Klubowe Mistrzostwa Świata
- LMC – Liga Mistrzów CONCACAF
- CL – Copa Libertadores

### Reprezentacyjne
| Kolumbia | Kolumbia | 2003   | 1 | 0 | — | — | —  | — | — | 1  | 0 |
| Kolumbia | Kolumbia | 2004   | 1 | 1 | 1 | 0 | —  | — | — | 2  | 1 |
| Kolumbia | Kolumbia | 2005   | 3 | 0 | 5 | 3 | —  | — | — | 8  | 3 |
| Kolumbia | Kolumbia | 2006   | 1 | 0 | — | — | —  | — | — | 1  | 0 |
| Kolumbia | Kolumbia | 2007   | 3 | 0 | — | — | CA | 1 | 0 | 4  | 0 |
| Ogółem   | Ogółem   | Ogółem | 9 | 1 | 6 | 3 | CA | 1 | 0 | 16 | 4 |

- CA – Copa América